# Jean-Pierre Baert
Jean-Pierre Baert (Wetteren, 29 november 1951) is een Belgisch voormalig wielrenner.

## Carrière
Baert won geen enkele profwedstrijd maar nam deel aan drie grote rondes waarvan hij er twee uitreed. Verder reed hij in 1976 enkele klassiekers waar hij geen slechte uitslag behaalde. Na vier jaar stopte bij als prof.

## Resultaten in de voornaamste wedstrijden
| Jaar | Ronde van Italië | Ronde van Frankrijk | Ronde van Spanje |
| ---- | ---------------- | ------------------- | ---------------- |
| 1974 |                  |                     |                  |
| 1975 |                  |                     |                  |
| 1976 |                  | opgave              | 18e              |
| 1977 |                  |                     | 26e              |

| Jaar | Ronde van Vlaanderen | Parijs-Roubaix | Luik-Bast.‑Luik |
| ---- | -------------------- | -------------- | --------------- |
| 1974 |                      |                |                 |
| 1975 |                      |                |                 |
| 1976 | 27e                  | 25e            | 34e             |
| 1977 |                      |                |                 |

Wielerploegen van Jean-Pierre Baert
Allan ·
Baert (tot 30/06) ·
Bouckaert ·
Clinckart ·
De Wolf ·
Hermann ·
den Hertog ·
Kamper ·
Loysch ·
Malfait ·
Ocaña ·
Priem ·
Raas ·
Romero ·
Rompelberg ·
Rosiers ·
Schepmans ·
Smit ·
Steels ·
Van Der Linden ·
Vandersnickt · 
Wellens ·

Wesemael · 
Wildeboer · 
Wuyckens